# Gornja Sabanta
Gornja Sabanta (cyr. Горња Сабанта) – wieś w Serbii, w okręgu szumadijskim, w mieście Kragujevac. W 2011 roku liczyła 748 mieszkańców.